# Elasmus quingilliensis
Elasmus quingilliensis är en stekelart som beskrevs av Girault 1912. Elasmus quingilliensis ingår i släktet Elasmus och familjen finglanssteklar. Inga underarter finns listade i Catalogue of Life.